# اهر
اَهَر یکی از شهرهای مهم استان آذربایجان شرقی و مرکز شهرستان اهر و منطقه قره‌داغ و در شمال شرق این استان واقع شده‌است و به عنوان بزرگ‌ترین شهر منطقه ارسباران شناخته می‌شود. اهر در مسیر ارتباطی تبریز به باکو و قفقاز قرار گرفته‌است. این شهر در۹۰ کیلومتری شمال شرق تبریز و ۶۵ کیلومتری مشگین‌شهر بر سر مسیر ارتباطی تبریز به استان اردبیل قرار گرفته‌است. همچنین به مرکز دو شهرستان‌های دیگر قره داغ یعنی ۶۰ کیلومتری کلیبر و ۳۵ کیلومتری ورزقان با جاده اصلی و ۵۵ کیلومتری هوراند با جادهٔ فرعی مسیر داردو با دارا بودن مناطق بکر و زیبا، کوه‌ها، دشت‌ها و جنگل‌ها یکی از خوش آب و هواترین مناطق استان آذربایجان شرقی محسوب می‌شود.
شهر اهر با دارا بودن ۱۰۵٬۶۴۱ نفر جمعیت (سال ۱۳۹۵ خورشیدی) و ۱۲٫۷۶ کیلومتر مربع مساحت (سال ۱۳۹۴ خورشیدی)، چهارمین شهر پرجمعیت استان پس از تبریز، مراغه و مرند محسوب می‌شود.

## جمعیت‌شناسی
در آغاز جنگهای روسیه - ایران بخش مهمی از مردم قره داغ زندگی عشایری داشتند. آن زمان، اهر به عنوان مرکز ناحیه ۳۵۰۰ نفر جمیعت داشت. در میانه‌های دهه ۱۸۳۰ جمعیّت شهر در بین ۵ تا ۶ هزار نفر و تعداد خانه‌ها ۹۰۰ واحد تخمین زده شده‌اند. جمعیّت در سال ۱۳۳۵ به ۱۹۸۱۶ نفر رسیده بود. علیرغم افزایش چهار و نیم برابری جمعیت در ۶۰ سال گذشته اهر شکوه پیشین خود را هیچگاه بازنیافت.

## نام‌گذاری
در اوایل قرن نوزدهم میلادی، جیمز موریر، دیپلمات انگلیسی و مؤلف «ماجراهای حاجی بابای اصفهانی» دربارهٔ نام اهر چنین می‌نویسد، «بنظر می‌آید اهر کاندید خوبی است برای محل شهر تاریخی «هارا»، یکی از سه شهری که بر طبق نوشته تورات پادشاه آشور، تیلگته پیلنسر (Tilgath Pilneser)، افراد قبایل ربنیت (Reubenites)، گادیت (Gadites) و مناشه (Manasseh) را به آنجا تبعید کرد…" نظریه موریر توسط برخی تاریخ‌نگاران غربی پذیرفته شده‌است.

## پیشینه
در کوه‌های اطراف اهر بازمانده‌های زیادی مربوط به دوره پیش از اسلام، مخصوصاً زمان ساسانیان، پیدا شده‌است. از اواخر قرن دوم هجری تا سال ۲۲۲ (۸۳۷ میلادی) اهر در محدودهٔ قلمرو جاودان و بابک خرمدین قرار می‌گرفت. در قرن سوم، اهر مرکز ناحیه میمذ (Mīmaḏ) بود. در سال ۹۴۵ (میلادی)، اهر شهری آبادان گزارش شده‌است. در اواخر قرن دوازدهم و اوایل قرن سیزدهم اهر پایتخت حکمرانان سلسله پیشتکین (Pīškīn) بود. یاقوت حموی هشتصد سال پیش اهر را این‌گونه توصیف می‌کند: اهر، علیرغم وسعت کم آن، اقتصاد شکوفایی دارد. این شهر بین تبریز و اردبیل قرار گرفته و توسط امیری به نام «ابن پشتگین» اداره می‌شود. اهر فقهای بزرگی پرورده‌است. دو روز راه آن را از «وراوی»، دیگر شهر بزرگ این دیار جدا می‌کند. من شخصی بس آگاه از آذربایجان با نام الهجان المنشی را، که صاحب چند رساله بود، می‌شناختم. او در نوشته‌هایش اهر را «اهریج» می‌نوشت، و بر این اساس فکر می‌کنم نام اولیه همان «اهریج» باشد.
در دوره ایلخانان مغول، اهر استراحت‌گاه تابستانی ایلخانان بود (در اکتبر ۱۲۸۴ خواجه شمس الدین محمد جوینی در اهر اعدام شد.) به نظر می‌آید که در طی یک و نیم قرن بعد از یاقوت حموی اهر اهمیت خود را در دوران مغول‌ها از دست داد. حمدالله مستوفی در نیمه قرن هشتم هجری چنین می‌نویسد: اهر شهرکی کوچک و هوایش سرد است و آبش از رودی که بدان‌جا منسوب است از جبال اشکنبر برمی‌خیزد و از عیون و قنوات نیز آب دارد. حاصلش قلعه و اندک میوه بود و مردمانش شافعی مذهب‌اند و حقوق دیوانیش بتمغا مقرر است و غرب ده هزار دینار حاصل دارد و ولایتش غریب بیست پاره دیه بود و غرب پنج هزار دینار قرب دارد.
در زمان صفویان اهر توجه پادشاهان را جلب کرد چرا که قبر شیخ شهاب الدین (مرشد شیخ صفی الدین) در آنجا قرار داشت. برای مثال شاه عباس بزرگ دو بار در سال‌های ۱۶۰۵ و ۱۶۱۱ از شهر دیدن کرد. در دوره قاجاریان اهر توسط شاهزادگان قاجار اداره می‌شد.
عباس میرزا برای مدتی این اهر را مرکز فرماندهی خود علیه روس‌ها قرار داد. در آن زمان عشایر ارسباران قسمت عمده‌ای از جنگاوران قشون ایران را تأمین می‌کردند. اهر در طی جنگ به شدت آسیب دید. مسافرین فرنگی که در دوره بین ۱۸۳۷–۱۸۴۳ اهر را دیده‌اند آن را «شهری در وضعی اسفبار» وصف کرده‌اند. بر اساس برداشت آنها، شاهزادگان قاجار، که به عنوان حکمران قره داغ به شهر اعزام می‌شدند، به این فکر بودند که جیبشان را قبل از پایان مأموریت پر کنند.
اهر یکی از کانون‌های جنبش مشروطه ایران بود. چرا که عشایر ارسباران در مناقشات مسلحانه جنبش درگیر شده بودند؛ فرماندهی نیروهای انقلابی و ضدّ-انقلابی به ترتیبٔ بر عهد دو قره داغی، یعنی ستار خان و رحیم خان چلبیانلو بود. بعد از برقراری پادشاهی دودمان پهلوی شکوفایی اهر آغاز گردید. شاهان پهلوی با تأکید بر یک‌جانشینی عشایر. زندگی بهتر و مرفه را فراهم کرده و بدین‌سان اقتصاد آن را شکوفا کردند. بالاخره، رضا شاه با تغییر دادن قره داغ به نام ایرانی و باستانی ارسباران هویت آن را را دوباره زنده کرد.
وقایع تاریخی دوران معاصر را می‌توان در منابع زیر مطالعه کرد:
- قدیمی‌ترین سند معتبر کتاب «تاریخ ارسباران» نوشته سرهنگ حسین بایبوردی است.[۲۱] متأسفانه این کتاب به راحتی قابل دسترس نیست.
- کتاب «تاریخ و جغرافیای ارسباران» اثر حسین دوستی[۲۲] که پس از انقلاب اسلامی چاپ شده در مورد این منطقه اطلاعات بیشتر و جدیدتری در اختیار علاقه مندان قرار می‌دهد.
- کتاب "تاریخ اجتماعی و سیاسی ارسباران (قره داغ) در دوره معاصر"، نوشته ناصر صدقی[۲۳] کتابی مجمل است و به طریقه‌ای علمی نوشته شده‌است.
- کتاب «نامه ارسباران»، نوشته سیدرضا آل‌محمد،[۲۴] که در چهار جلد منتشر شده‌است، ظاهراً کتاب جامعی است.[۲۵]

برای مطالعه گزارش مجمل تاریخ ارسباران از دید یک ناظر خارجی مقاله زیر توصیه می‌شود. در این مقاله به شهر اهر، به عنوان مرکز قره داغ، اشارت زیادی شده‌است.
- «تاریخ مختصر عشایر ارسباران» نوشته پیر اوبرلینگ.[۲۶]
- مقاله‌ای عالی تحت عنوان AHAR در دانشنامه ایرانیکا مرجعی مستند در مورد ارسباران است.[۱۷]

## جغرافیا

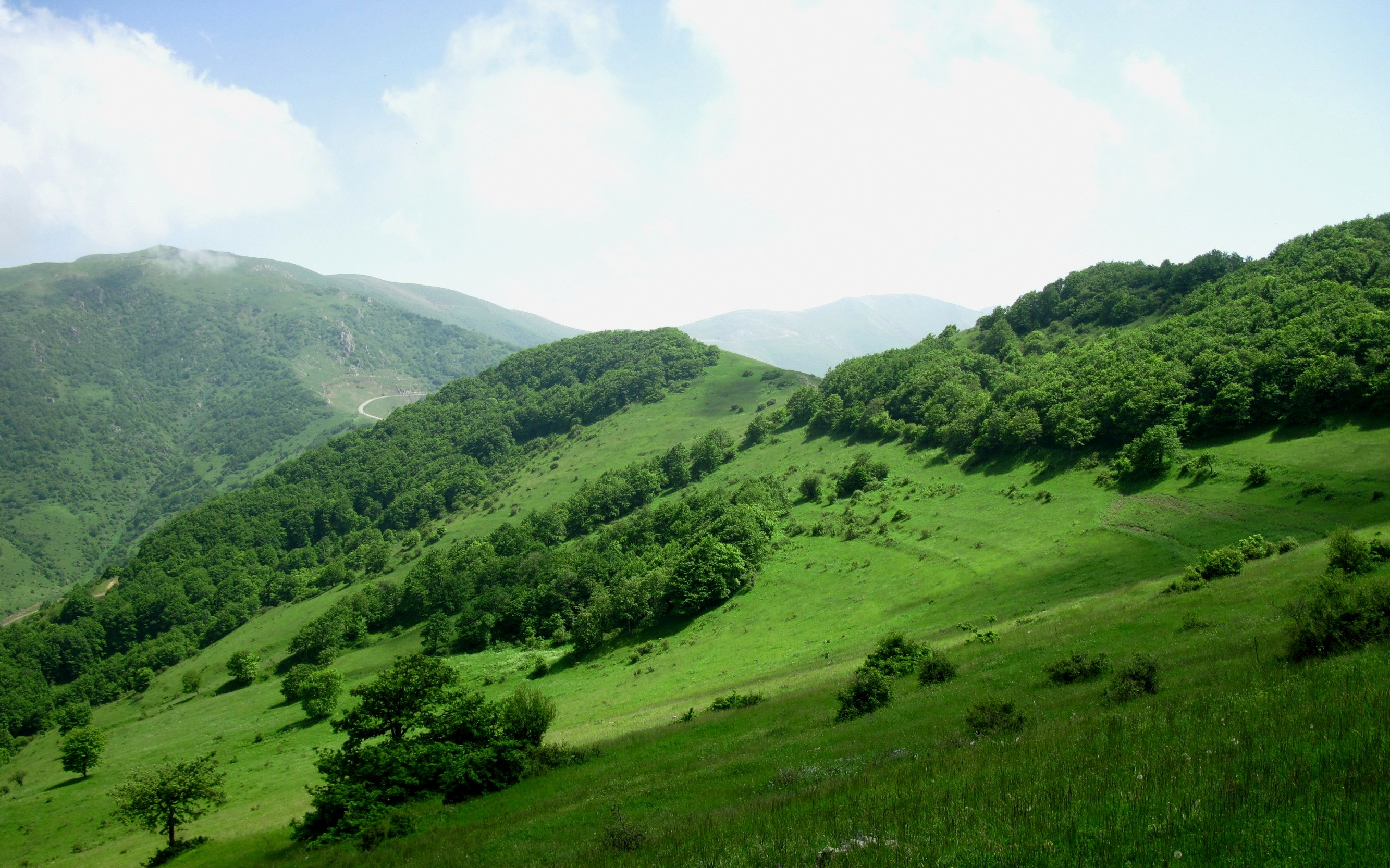
نمایی دور از مراتع آقداش در اواسط خرداد. در زمانی نه چندان دور اینجا اتراقگاه قاطرچیانی بود که به اهر زغال حمل می‌کردند.

شهر اهر در ارتفاع ۱۳۶۰ متر از سطح دریا قرار گرفته‌است. این شهر در منطقه‌ای کوهستانی واقع شده و کوه‌های شیور در شمال شرق، بزکش در جنوب و قاشقاداغ در جنوب شرق آن قرار گرفته‌است. رودخانهٔ کیچیک‌چای از داخل، اهرچای از جنوب و علیرضاچای و رنگول‌چای از غرب اهر می‌گذرند. سد ستارخان اهر، در ۱۵ کیلومتری غرب شهر، این رودخانه بسته شده‌است. از لحاظ تغییرات آب و هوایی، بیشینهٔ دمای اهر در فصل تابستان ۳۴ درجهٔ سانتی‌گراد بالای صفر و کمینهٔ دمای آن در فصل زمستان ۲۷ درجهٔ سانتی‌گراد زیر صفر است؛ همچنین میانگین بارش سالانهٔ اهر ۳۱۰ تا ۴۵۰ میلی‌متر گزارش شده‌است.

## هویت فرهنگی

### زبان
زبان گفتاری مردم زبان ترکی آذربایجانی.

### موسیقیعاشیقی
Aşıq olub diyar-diyar gezenin کسی که عاشق شد و عالمگرد شد،
Ezel başdan pürkamalı gerekdi باید که دانای کل باشد،
Oturub durmaqda edebin bile در نشست و برخاست آداب داند،
Me'rifet elminde dolu gerekti در علم عرفان باید کامل باشد…
این شعر مطلع آوازی است که عاشق علعسگر به عنوان دستور العملی در ضروریات رفتاری یک عاشیق سروده‌است. موسیقی عاشیقی، در فرم کنونی، یادگار شاه اسماعیل صفوی است. این موسیقی، علیرغم سیاست‌های مرکز گرایانه و آسیمالسیون فرهنگی زمان رضا شاه، در منطقه ارسباران به بقای خود ادامه داد و در حال حاضر یکی از ستون‌های فرهنگی مردم آذری به‌شمار می‌آید. نقش اهالی اهر در اشاعه موسیقی عاشیقی در چند دهه اخیر قابل توجه است؛ نخستین کلاس آموزش موسیقی عاشیقی در تبریز توسط عاشق عمران حیدری، متولد اهر، دایر شد.

### جاذبه‌های گردشگری

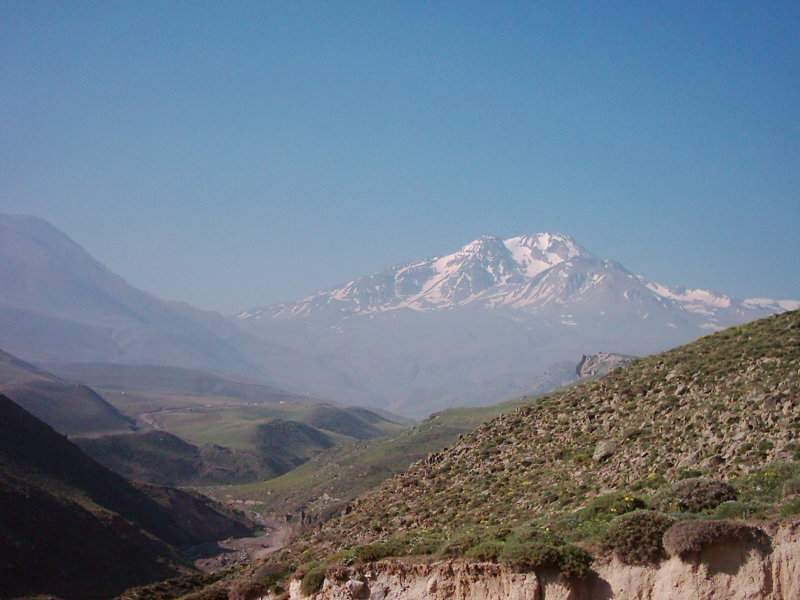
کوه سبلان در نزدیکی اهر قرار دارد.

اهر کمتر از دیدگاه گردشگری مورد توجه قرار گرفته‌است. برای مثال، در یک کتاب گردشگری غربی چنین نوشته شده‌است، "قرار گرفته در جلگه‌های مرتفع بادخیز بین تبریز و کلیبر، اهر ارزش یک توقف ده دقیقه‌ای، برای دیدن مقبره شیخ شهاب، را دارد." قابل توجه آنکه در گذشته‌های دور تر مسافرین فرنگی توصیفات بهتری از دیدنی‌های شهر و محیط اطراف ارائه داده بودند. مکان‌های دیدنی شهر را به قرار زیر است:
- آرامگاه شیخ شهاب‌الدین اهری از عارفان سدهٔ هفتم هجری در پارک شیخ شهاب‌الدین شهر اهر قرار گرفته‌است. این مجموعه شامل ساختمان‌های خود خانقاه، مسجد، ایوانی بلند، مناره‌ها، و تعدادی غرفه است. پیشینهٔ این بنا که با شیوه اسلامی ساخته شده، به دورهٔ شاه عباس یکم صفوی می‌رسد؛ البته برخی از بخش‌های تاریخی آن به پیش از این دوره و به‌طور عمده به دورهٔ ایلخانان مربوط می‌شود. این خانقاه از سال ۱۳۷۴ به موزه ادب و عرفان تبدیل شده‌است که تنها موزهٔ عرفان در ایران است.
- بازار اهر از شاخه‌های مختلفی تشکیل یافته و دارای ۴ بخش اصلی به نام‌های بازار جعفرقلی‌خان، بازار کفاشان، بازار نصیربیگ و راسته‌بازار است. این بازار در زمان رشیدالملک، حکمران وقت ارسباران مرمت شده‌است.
- خانهٔ تاریخی قاسم خان اهری از خانه‌های تاریخی اهر است که در خیابان حزب‌الله این شهر قرار گرفته‌است. این بنا از اتاق‌ها، سرسرا و نورگیرهای مختلفی شکل گرفته‌است. در سال ۱۳۸۴ خورشیدی، پارک قاسم اهری در جوار خانه تاریخی مذکور احداث شده‌است.
- خانه بشیر آمر (از نوادگان پسری عباس میرزا) از خانه‌های تاریخی اهر است که در خیابان شیخ شهاب الدین اهری قرار گرفته‌است. این بنا از اتاق‌ها، اندرونی، زیرزمین، یخچال، سرسرا و فضاهای دیگری شکل گرفته‌است، قدمت این خانه به بیش از ۱۱۰ سال می‌رسد مساحت این ملک ۱۲۰۰ متر مربع و اعیانی آن بیش از ۹۵۰ متر مربع می‌باشد از معماری خانه نمای سه طبقه آن از پشت ساختمان و دوطبقه آن از مقابل است در ضمن آجر بکار رفته در ساختمان این بنا در حیاط و کوره‌ای که در زیر حوض بزرگ حیاط قرار دارد به عمل آمده‌است. در روایات تاریخی این شهر آمده که این بنا بر روی یکی از ۵ قلعه ماد در دوران باستان ساخته شده‌است. در حال حاضر این ملک تحت تملک فرزندان ایشان قراردارد. در پی زمین لرزه ۲۱ مرداد ۱۳۹۱ بخشی از این ملک دچار تخریب گردید.
- کوه‌های مریخی زگلیک دره‌های مریخی زگلیک شهرستان اهر در ۲۵ کیلومتری شرق شهر اهر و در نزدیکی روستای قشلاقی زَگلیک واقع شده‌است. در کنار بازدید از دره‌های مریخی می‌توان از درخت تاریخی چنار ۸۵۰ ساله نیز بازدیدی داشت و مهمان عشایر خونگرم قشلاق زگلیک نیز بود.
- کاروانسراهای گویجه بل کاروانسرای عظیم شاه عباسی گویجه بل یکی از بناهای تاریخی اصلی و ثبت شده شهرستان اهر است. کاروانسرای گوئجه بئل با توجه به شواهد و قرائن متعلق به دوره صفویه است که از آن به عنوان کاروانسرای کوهستانی استفاده شده‌است. ازخصوصیات بارز آن بسته بودن بنا و طراحی آن برای مناطق کوهستانی و سردسیر و زمستان‌های سخت و پربرف است
- مسجد تاریخی سلجوقی جامع اهر
- کتیبه شیشه
- تالاب یوسفلو
- درخت چنار ۱۵۰۰ ساله روستای یوزباشلو
- تالاب دیب سیز
- سد ستارخان اهر
- سد آی پیرزن
- قلعه شیشه
- جنگل‌های منطقه حفاظت شده یای قاری
- موزه سنگ
- خانه ورنی
- ییلاقات ایلات قره داغ در شمال و جنوب اهر
- پارک جنگلی فندقلو (روستای انداب قدیم)
- کوهستان شیور
- قلعه نقدوز
- قلعه شیور
- قلعه باباجان
- قلعه کلهر
- قلعه پشتاب

## شیرینی جات
اهری نام یکی از معروفترین کوکی‌های آذربایجان و سوغاتی شهر اهر می‌باشد. اهری نوعی کلوچه محلی و معروف در آذربایجان می‌باشد که خاستگاه آن به شهر اهر بر می‌گردد و امروزه در اکثر نقاط آذربایجان در شیرینی فروشی‌ها پخت می‌گردد. اهری بافتی بسیار نرم دارد و از ترکیب آرد، شکر، هل، زنجبیل و… تهیه می‌گردد.
نان یتی‌قات اهری از سوغاتی‌های مهم شهرستان اهر و منطقه ارسباران می‌باشد که معمولاً هر گردشگری که از این منطقه عبور می‌کند از این شیرینی خوشمزه و خوش طعم تهیه کرده و سوغاتی از این شهرستان می‌برد. نان و شیرینی اهری در سال ۹۴ از سوی سازمان میراث فرهنگی، صنایع دستی و گردشگری در فهرست آثار ملی ناملموس ایران به ثبت رسیده‌است.

## اقتصاد

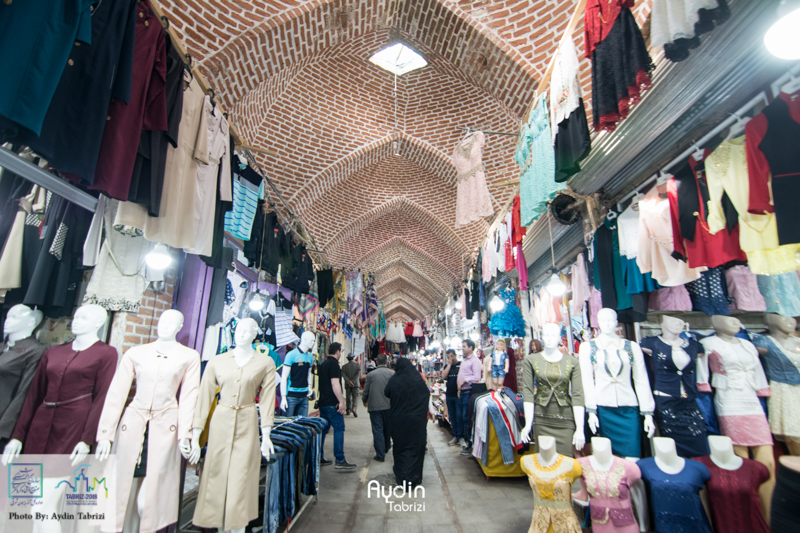
بازار اهر

تا قبل از انقلاب سفید، که نقشی عمده در فروپاشی نهایی ساختار ایلی ایران داشت، اهر مرکز اقتصادی قره داغ بود. ایلات کوچ نشین تولیدات خود را در بازار اهر با محصولات روستاییان ناحیه و کالاهای شهری مبادله می‌کردند. زغال چوب تولیدی جنگل‌های ارسباران با کاروان‌های قاطر به اهر حمل شده و از آنجا به تبریز فرستاده می‌شد. به‌علاوه بازار اهر مرکزی بود برای توزیع قالی قره داغ. معلم‌های ناحیه عموماً از اهالی اهر بودند. استقرار عشایر، تخلیه جمعیتی روستاها، رواج سوختهای فسیلی، و تغییر الگوی مصرف به اقتصاد اهر ضربه زد. بیشتر اهالی شهرستان به شغل دامداری مشغول بوده و میدان دواب اهر جزء معدود میادینی هست که همه روزه باز بوده و از اقوام‌های مختلف (اعم از کرد و لر) برای خرید و فروش دام به این بازار مراجعه می‌کنند. اهر از سوی وزارت میراث فرهنگی و گردشگری به عنوان «شهر ملی ورنی» انتخاب شده‌است. صنعت فرش نیز از دیگر منابع درآمدی اهر است.

## دانشگاه آزاد اسلامی واحد اهر
دانشگاه آزاد اسلامی واحد اهر یکی از واحدهای دانشگاه آزاد اسلامی می‌باشد که در شهر اهر مشغول به فعالیت است. این دانشگاه دارای ۱۳۲ رشته (۵ رشته در مقطع دکترا، ۳۱ رشته در مقطع کارشناسی ارشد ۷۲ رشته در مقطع کارشناسی و ۲۲ رشته در مقطع کاردانی)، بیش از ۲۲۰ نفر هیئت علمی تمام وقت و ۹ نفر هیئت علمی نیمه وقت و ۴۵۰ نفر حق‌التدریس و ۱۱۰۰۰ نفر دانشجو می‌باشد. این دانشگاه دارای رده سازمانی بسیار بزرگ - الف و جزو ۱۰ واحد برتر دانشگاه آزاد اسلامی در ایجاد رشته‌های کارشناسی ارشد است.
لازم است ذکر شود تعداد دانشجوی این واحد به ۳۰۰۰ نفر کاهش داشته‌است. به علت کم‌کاری مسؤولین محترم شهرستان اهر دانشگاه دولتی ندارد، نیاز اهر به دانشکدهٔ پزشکی به واسطهٔ مرکز ارسباران بودن را دارد که به منطقه بزرگ قره داغ خدمات بهداشتی دهد، در بسیاری از موارد اهر باید به عنوان یک مرکز استان دستش باز باشد تا ایفای نقش کند.